# 栃木県道路公社
栃木県道路公社（とちぎけんどうろこうしゃ）は、栃木県を設立団体とする地方道路公社。1971年（昭和46年）2月設立。

## 概要
従前は、県内の一般有料道路は栃木県が道路建設工事および管理・料金徴収業務を行っており、1965年（昭和40年）に那須高原有料道路、1968年（昭和43年）に那須山麓有料道路がそれぞれ開通した。
1969年（昭和44年）、「財団法人栃木県道路公社」設立準備委員会規約が策定され、1970年（昭和45年）1月16日設立発起人会開催、同年4月1日栃木県指令監査第614号で財団法人栃木県道路公社が許可されて設立登記を完了。1か月後の5月20日に地方道路公社法が公布され、12月19日の栃木県議会において栃木県道路公社の設立を可決、1971年（昭和46年）2月25日に設立登記を完了すると共に、財団法人栃木県道路公社を解散して栃木県道路公社となった。
1971年（昭和46年）4月より那須高原有料道路、那須山麓有料道路および当時建設工事中であった中禅寺湖有料道路、日塩有料道路を栃木県より引き継ぎ、管理や料金徴収業務を開始した。
1981年（昭和56年）4月には栃木県から通行料無料の日足トンネルの管理を受託したほか、2005年（平成17年）6月には日本道路公団から日光宇都宮道路を引き継ぐ一方、1991年（平成3年）4月の那須山麓有料道路を皮切りに料金徴収期間が満了した道路を暫時無料開放し、現在は2つの有料道路と7つの有料駐車場の管理運営を行っている。

## 管理運営する道路・施設
- E81 日光宇都宮道路（国道119号・国道120号）
- 宇都宮鹿沼道路（国道121号）
- 県内の有料駐車場（7施設）[3]
  - 鬼怒通り高架下駐車場（宇都宮市東今泉1丁目・東宿郷5丁目/県道宇都宮向田線鬼怒通り高架橋下）
  - 駒生陸橋下駐車場（宇都宮市駒生町810/県道宇都宮亀和田栃木線宮環駒生陸橋下）
  - 鶴田陸橋下駐車場（宇都宮市鶴田町1410/県道宇都宮亀和田栃木線宮環鶴田陸橋下）
  - 雨情陸橋下駐車場（宇都宮市鶴田/県道宇都宮亀和田栃木線宮環雨情陸橋下）
  - 宇都宮北道路高架下駐車場（上戸祭町・宇都宮市野沢町・宝木本町/国道119号上戸祭高架橋・野沢高架橋下）
  - 下川俣陸橋下駐車場（宇都宮市下川俣町・海道町/国道119号宮環下川俣陸橋下）
  - 栃木街道跨線橋下駐車場（宇都宮市鶴田町3337/県道宇都宮栃木線鶴田跨線橋下）

## 管理運営していた道路・施設
- 那須山麓有料道路（県道中塩原板室那須線） : 1991年（平成3年）4月 無料開放。
- 中禅寺湖有料道路（県道中宮祠足尾線） : 1997年（平成9年）9月1日 無料開放。
- 霧降高原有料道路（県道栗山日光線） : 2006年（平成18年）9月26日 無料開放。
- 那須甲子有料道路（県道那須甲子線） : 2008年（平成20年）9月1日 無料開放。
- 那須高原有料道路（県道那須高原線） : 2009年（平成21年）10月30日 無料開放。
- 日塩有料道路もみじライン（県道藤原塩原線） : 2020年（令和2年）12月11日 無料開放。
- 日塩有料道路龍王峡ライン（県道藤原塩原線） : 2020年（令和2年）12月11日 無料開放。
- 鬼怒川有料道路（国道121号） : 2022年（令和4年）10月1日 無料開放。
- 県内の有料駐車場（1施設）
  - 塙田駐車場（宇都宮市塙田1丁目） : 2011年（平成23年）3月31日 営業終了。栃木県庁東車庫駐車場として、来庁者用駐車場に転用。